# Universiteit Stellenbosch
De Universiteit Stellenbosch (US) (Engels: Stellenbosch University (SUN)) is een internationaal bekende en hoofdzakelijk Afrikaanstalige universiteit in Stellenbosch, Zuid-Afrika. Andere dichtbijzijnde universiteiten zijn de Universiteit van Kaapstad en de Universiteit van Wes-Kaapland. De Universiteit Stellenbosch is een van de vijf oorspronkelijke Afrikaans/Nederlandstalige universiteiten (HANU's) in Zuid-Afrika.
Studenten en alumni hebben als bijnaam Maties. Sommige mensen menen dat deze bijnaam afkomstig is de kleur van de universiteit (rood) en van het Afrikaanse woord tamatie (tomaat). Beide zijn immers rood. Een andere opvatting is dat de term komt van het Afrikaans-Nederlandse verkleinwoord maatje. In het Afrikaans verbasterde maatje tot matie, wat de huidige bijnaam kan verklaren.

## Geschiedenis
De universiteit werd in 1865 opgericht als de Openbare School. In 1866 werd de schoolnaam veranderd in het Stellenbossche Gymnasium, welke in 1881 werd hernoemd tot Stellenbossche Kollege. In 1887 veranderde het 'Kollege' nogmaals van naam in Victoria Kollege. Op 2 april 1918 verkreeg de school universitaire status waarna de naam werd gewijzigd in de Universiteit Stellenbosch. Dit gebeurde nadat Jan Marais een doorslaggevende schenking gedaan had.
Bij de oprichting van de universiteit werd de theologische Kweekschool van Stellenbosch omgevormd tot de Fakulteit Teologie.
Bij de oprichting van de universiteit was het kabinet-Botha van plan om slechts een Engelstalige universiteit in Kaapstad te stichten. Nadat het kabinet een afvaardiging van het Victoria Kollege ontmoette, veranderde het kabinet van standpunt. Er zou wel een universiteit in Kaapstad komen, maar het Victoria Kollege kon ook een universiteit worden, wanneer er 100.000 Britse Pond ingezameld zou worden.
Net voor zijn dood in 1915 schonk Jan Marais 100.000 Britse Pond aan het Victoria Kollege. Hij stelde als voorwaarde dat het aantal uren onderwijs in het Nederlands en het Afrikaans niet minder mocht zijn dan het aantal uren onderwijs in het Engels. Een deel van het geld werd gebruikt om nieuwe posten voor docenten te scheppen. Van de docenten werd dan ook verwacht dat zij minstens de helft van hun colleges in het Nederlands en het Afrikaans gaven.
Vanaf 1930 speelde het Engels vrijwel geen rol meer. In 1946 verdwenen de laatste twee Engels- en Nederlandstalige studies en vanaf toen was het Afrikaans de enige onderwijstaal. Na de politieke veranderingen in Zuid-Afrika tussen 1990 en 1994, waarbij de apartheid werd afgeschaft, werd ook het Engels weer ingevoerd als onderwijstaal. Heden ten dage is de medische Tygerbergkampus helemaal verengelst. Het Afrikaans aan de universiteit staat - mede wegens politieke druk van de regeringspartij ANC - steeds meer onder druk.
In 1926 werd aan de Universiteit Stellenbosch begonnen aan het Woordeboek van die Afrikaanse Taal.

## Naam
Beide beschrijvingen, Universiteit van Stellenbosch en Universiteit Stellenbosch zijn correct, hoewel de laatste naam meer wordt gebruikt bij officiële activiteiten betreffende voorlichting en communicatie. Dit geldt ook voor de Engelse versies van de naam, University of Stellenbosch en Stellenbosch University. Sommige afdelingen hebben wel een taalvoorkeur, zoals de University of Stellenbosch Business School of de Fakulteit Teologie.
De universiteit raadt het gebruik van de afkortingen US, SU en Stell af. De universiteit gebruikt slechts de afkorting SUN. Bij sportgelegenheden en studentenactiviteiten mag wel de naam Maties gebruikt worden.

## Locatie

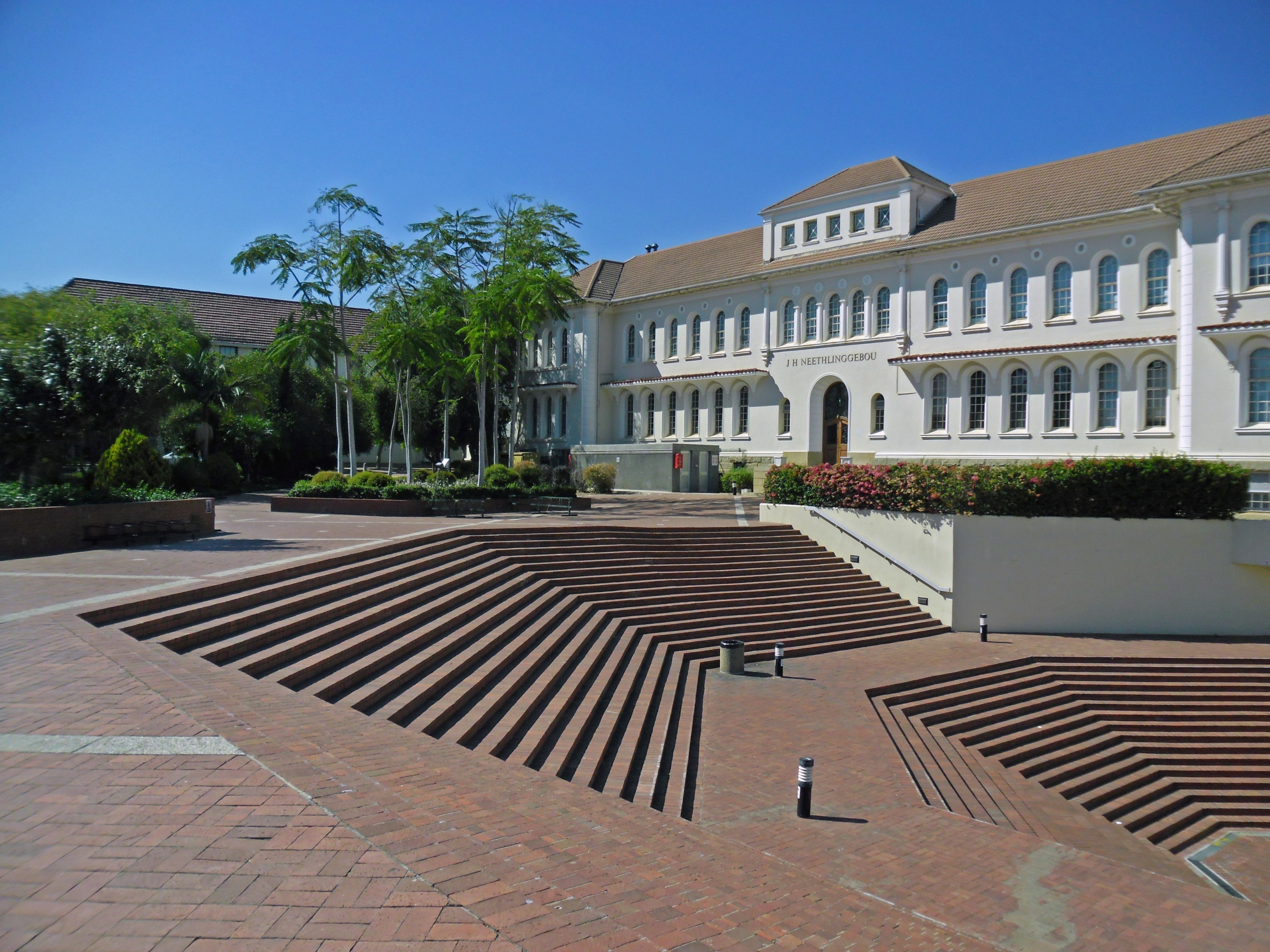
Het J.H. Neethlinggebou op de hoofdcampus in Stellenbosch.

Stellenbosch, na Kaapstad Zuid-Afrika's oudste stad, is een universiteitsstad met ongeveer 90.000 inwoners (exclusief studenten). De stad ligt ongeveer 50 kilometer van Kaapstad op de oevers van de Eersterivier en wordt omringd door bergen. Het onderwijs van de universiteit is gespreid over de grote campus in Stellenbosch zelf, de Tygerbergcampus waar onder andere de Fakulteit Gesondheidswetenskappe gelegen is, de Bellvilleparkcampus met onder andere de University of Stellenbosch Business School (Afrikaans: Bestuurskool), en de Saldanhacampus, waar de Fakulteit Krygskunde en de Zuid-Afrikaanse Militaire Academie van de Zuid-Afrikaanse Nationale Weermacht gelegen zijn.

## Studentenprofiel

### Etniciteit
De etniciteit van studenten in 2009
| Etniciteit | Percentage | Aantal |
| ---------- | ---------- | ------ |
| Blank      | 67,6%      | 17.753 |
| Kleurling  | 15,2%      | 4.000  |
| Zwart      | 14,4%      | 3.800  |
| Indiaas    | 1,9%       | 500    |
| Totaal     | 100%       | 26.243 |

### Moedertaal
De moedertaal van eerstejaarsstudenten in 2011.
| Taal                                   | Percentage |
| -------------------------------------- | ---------- |
| Afrikaans                              | 47,46%     |
| Engels                                 | 36,93%     |
| Afrikaans en Engels                    | 8,77%      |
| Xhosa                                  | 1,76%      |
| Andere officiële talen van Zuid-Afrika | 2,67%      |
| Overige talen*                         | 2,41%      |
| Totaal                                 | 100%       |

(*) Onder deze talen wordt vooral Nederlands, Duits en Frans verstaan.
Afrikaans is hoe dan ook de grootste taal op de Universiteit Stellenbosch. Indien de groep "Afrikaans en Engels" bij de groep "Afrikaans" wordt gerekend, heeft 56,23% van de studenten Afrikaans als moedertaal. Indien deze groep met twee moedertalen bij de groep "Engels" wordt gerekend, is de groep Afrikaanssprekende studenten ook nog steeds de grootste.

## Faculteiten en scholen

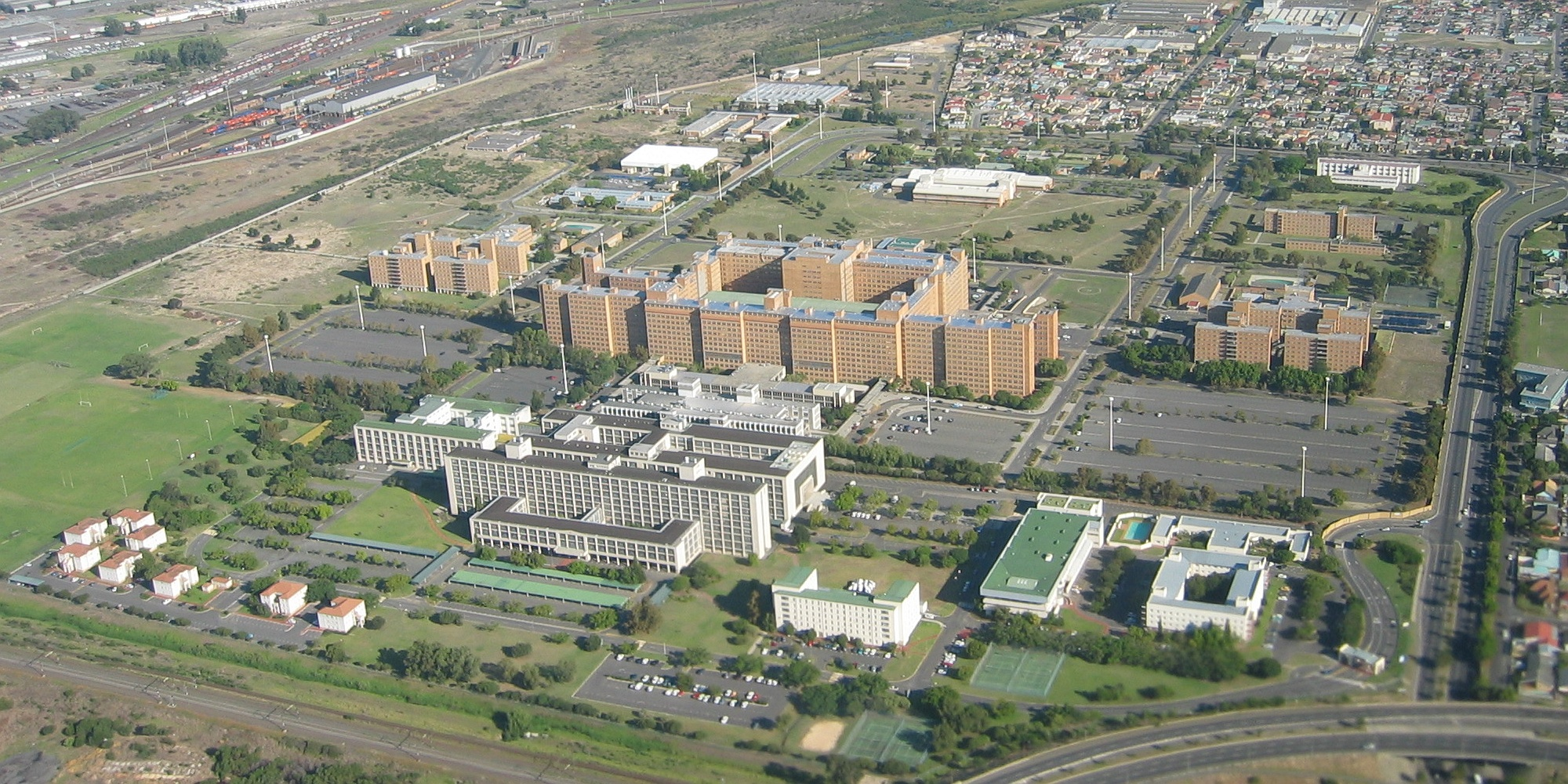
De Fakulteit Gesondheidswetenskappe op de Tygerbergcampus in de gemeente Kaapstad.

Universiteit Stellenbosch is verdeeld in meer dan 150 departementen, welke behoren tot 10 faculteiten.
De volgende faculteiten zijn in Stellenbosch gelegen:
- Fakulteit AgriWetenskappe
- Fakulteit Ekonomiese en Bestuurswetenskappe
- Fakulteit Ingenieurswese
- Fakulteit Lettere en Sosiale Wetenskappe
- Fakulteit Natuurwetenskappe
- Fakulteit Opvoedkunde
- Fakulteit Regsgeleerdheid
- Fakulteit Teologie

De volgende faculteiten zijn ergens anders gelegen:
- Fakulteit Gesondheidswetenskappe, in Tygerberg.
- Fakulteit Krygskunde, in Saldanhabaai.

Daarnaast heeft de Universiteit Stellenbosch nog een Bestuurskool en een Skool vir Publieke Leierskap. Deze zijn beide gelegen in Bellville.
De Fakulteit Krygskunde is tevens de Zuid-Afrikaanse Militaire Academie van de Zuid-Afrikaanse Nationale Weermacht.

## Taal van onderwijs
Als een van de weinige universiteiten wordt op bachelors en honours niveau lesgegeven in het Afrikaans, dit is een betwist onderwerp in de Zuid-Afrikaanse regering. De Zuid-Afrikaanse regering legt een grote druk op de universiteit om steeds meer lessen in het Engels te geven. Op masterniveau is het onderwijs tegenwoordig ook in het Engels te krijgen.
In Afrikaanstalige families uit heel Zuid-Afrika (en omliggende landen als Namibië) is het echter van oudsher gebruikelijk dat de kinderen na de middelbare school gaan studeren aan de Universiteit Stellenbosch.
Daarnaast zijn er plannen om de (overwegend blanke) Universiteit van Stellenbosch te laten fuseren met de (overwegend kleurlinge) Universiteit van Kaapstad, wat eveneens heeft geleid tot fel verzet onder de blanke bevolking van Zuid-Afrika.
Bij de oprichting van de universiteit in 1918 waren het Nederlands en het Engels de voornaamste onderwijstalen. Deze talen werden langzaam vervangen, totdat in 1946 alle studies Afrikaanstalig waren. Sinds 1994 vindt er echter weer een gefaseerde verengelsing plaats.

## Faciliteiten en diensten

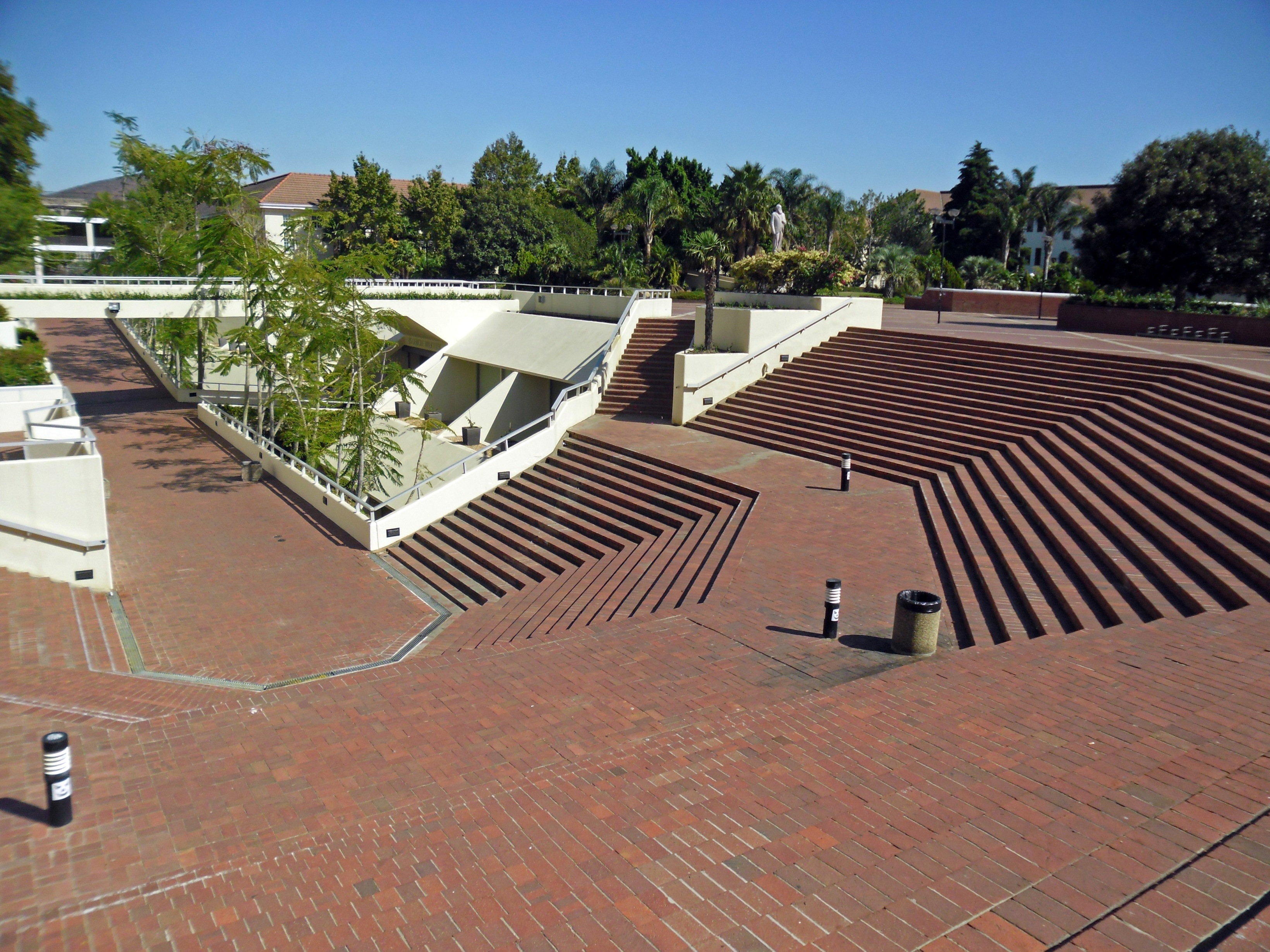
De ondergrondse bibliotheek onder het Rooiplein.

De J.S. Gericke Bibliotheek is opmerkelijkerwijs ondergronds gelegen, telt twee verdiepingen en heeft een oppervlakte dat gelijk is aan drie en een half voetbalveld. De universiteitsbibliotheek gebruikt(e) voor het categoriseren van haar boeken een zogenoemde UNIVAC-computer. Naast de hoofdbibliotheek worden er enkele satellietbibliotheken onderhouden aan verschillende faculteiten, waaronder de Teologiebiblioteek, Juridiesebiblioteek en een medische bibliotheek op de Tygerbergcampus.
De Universiteit Stellenbosch heeft ook een Konservatorium met twee concertzalen. Dit conservatorium is de thuisbasis van het internationaal befaamde Stellenbosch Universiteitskoor, dat een van de oudste Zuid-Afrikaanse koren zou zijn en vele internationale prijzen heeft ontvangen en reeds drie maal de World Choir Games (in 2004, 2008 en 2010) heeft gewonnen.
De universiteit heeft ook een 430-zits theater, bekend als het HB Thom Teater en een amfitheater in de openlucht. Hier worden regelmatig toneelstukken, drama's, producties, cabarets en musicals onder leiding van de Fakulteit Lettere en Sosiale Wetenskappe opgevoerd.
Het Langenhoven Studentesentrum (Neelsie) herbergt de studentenraad, een eetzaal, een bioscoop, een postkantoor, een winkelcentrum, een adviesbureau en alle kantoren van studentenverenigingen. Studentenbands en diverse promotieacties voor studentenactiviteiten verschijnen meestal in de grote eetzaal tijdens het middaguur.
De universiteit heeft een eigen radiostation: MFM (Matie FM), welke uitzendt vanuit het Neelsie. Het uitzendgebied bevat de gehele gemeente Stellenbosch en er wordt uitgezonden op 92.6 FM. De uitzendingen bevatten een mix van muziek, nieuws, entertainment en campusnieuws.
De universiteit verspreidt ook regelmatig publicaties. Die Matie verschijnt elke twee weken voor haar studenten en Kampusnuus verschijnt maandelijks voor haar personeel. Een officieel jaarboek, Die Stellenbosch Student, wordt jaarlijks gepubliceerd en gepresenteerd aan alle afstuderende studenten. Matieland is de naam van de officiële alumnimagazine. Het verschijnt tweemaal per jaar en wordt verspreid onder ongeveer 100 000 alumni en vrienden van de universiteit.

## Studentenleven

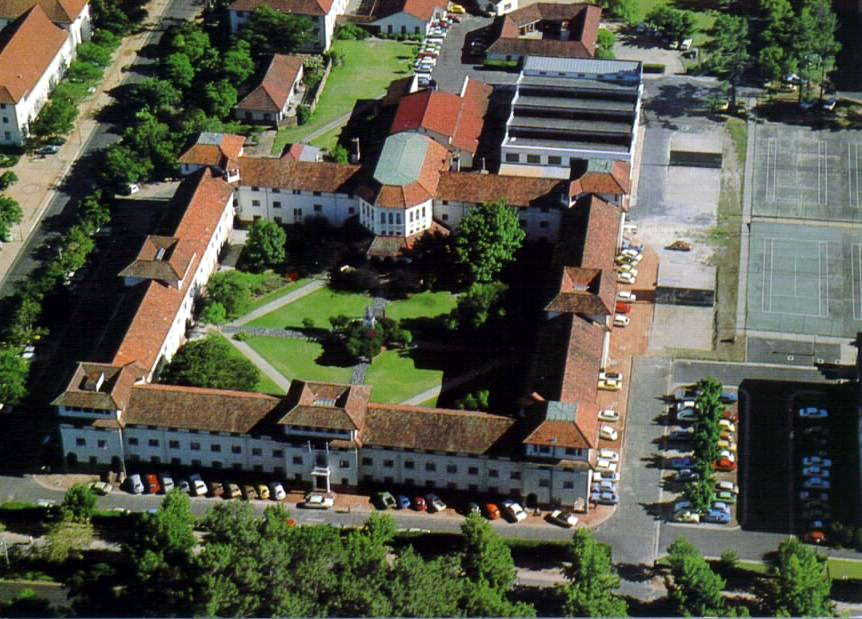
Koshuis Dagbreek vanuit de lucht gezien.

### Koshuise
Als aankomende studenten aan Universiteit Stellenbosch de juiste connecties hebben, kunnen zij terecht in een van de befaamde koshuise. In een koshuis wonen soms wel 450 mannelijke, dan wel vrouwelijke studenten onder (streng) toezicht van een inwonend hoofd. Om er te mogen komen wonen, moet een ontgroening worden doorlopen. Vaak wonen vele generaties studenten uit bepaalde families in hetzelfde koshuis. Tijdens de vele sportevenementen strijden de koshuise tegen elkaar.

### Sport
Sportfaciliteiten voor de meer dan 30 competitieve en recreatieve sporten worden ondersteund door de universiteit en kunnen gebruikmaken van onder meer:
- twee sportstadions,
- twee grote zwembaden (een overdekt),
- het D.F. Malan Center, een multifunctioneel centrum voor indoor sporten en
- een groot aantal speelvelden, waaronder een hockeyveld.

De universiteit en studentenverenigingen bieden samen de volgende sporten aan:
| Aangeboden sporten Universiteit Stellenbosch | Aangeboden sporten Universiteit Stellenbosch |
| --- | -------------------------------------------- |
| - Atletiek - Badminton - Basketbal - Boulderen - Cricket - Golf - Gymnastiek - Hockey - Judo - Kanovaren - Kendo - Netball - Roeien - Rugby Union - Schermen - Squash - Surfen - Taekwondo - Tennis - Onderwaterhockey - Veldlopen - Voetbal - Volleybal - Waterpolo - Wielrennen - Zeilen - Zwemmen |                                              |

Het rugbyveld van de universiteit heeft in 2006 gediend als een testlocatie voor de voorgestelde regelwijzigingen van de rugby union. Deze experimentele regels worden meestal aangeduid als de Stellenbosch Laws.

## Wetenschappelijke successen
De Universiteit Stellenbosch ontwierp en ontwikkelde de eerste microsatelliet van het Afrikaanse continent, genaamd SUNSAT. Deze microsatelliet werd gelanceerd in 1999.
In 2014 slaagden medici aan de universiteit erin om de eerste succesvolle penistransplantatie ter wereld uit te voeren.

## Bekende personen

##### Personeel
- Frederik van Zyl Slabbert, voormalig Kanselier van de Universiteit Stellenbosch, politiek analist en voormalig leider van de officiële oppositie van Zuid-Afrika tegen het apartheidsregime, voormalig leider van de Progressiewe Federale Party.
- Sampie Terreblanche, voormalig professor Economie van de Universiteit Stellenbosch en stichtend lid van de Demokratiese Party.

##### Studenten
- Andries Petrus Treurnicht, theoloog en stichter van de Konserwatiewe Party van Zuid-Afrika.
- Beyers Naudé, theoloog, student van Hendrik Verwoerd en anti-apartheidsheld.
- Casper de Vries, een Zuid-Afrikaanse acteur, cabaretier, komiek, producer en schrijver van sketches voor zijn eenmansshows in het Afrikaans.
- Cornelis Jacobus Langenhoven, Afrikaans dichter en schrijver van Die Stem van Suid-Afrika.
- Cromwell Everson, schrijver van de eerste Afrikaanstalige opera.
- Daniel François Malan, voormalig Premier van de Unie van Zuid-Afrika.
- Edwin Cameron, rechter van het Zuid-Afrikaanse Hooggerechtshof in Bloemfontein.
- Ernst van Heerden, een belangrijke dichter in het Afrikaans.
- Anna Petronella van Heerden, gynaecoloog, eerste Zuid-Afrikaanse vrouw die als arts promoveerde.
- Friedel Sellschop, wetenschapper en pionier op het gebied van toegepaste nucleaire wetenschappen.
- Heinz Carl Heinrich Winckler, zanger.
- Hendrik Frensch Verwoerd, voormalig Premier van de Unie van Zuid-Afrika en de Republiek van Zuid-Afrika.
- Ina van Zyl, in Nederland gevestigd beeldend kunstenares.
- James Barry Munnik Hertzog, advocaat, voormalig Boerengeneraal, Premier van de Unie van Zuid-Afrika.
- James Leonard Brierley Smith, bioloog in de ichtyologie.
- Johann Rupert, zakenman en stichtend lid van de Nelson Mandela Children's Fund.
- Jan Smuts, voormalig Premier van de Unie van Zuid-Afrika, militair leider en internationaal staatsman. Een van de sleutelfiguren achter de Volkenbond en de Verenigde Naties.
- Johannes Frederik Janse van Rensburg, leider van de Ossewabrandwag.
- John Vorster, voormalig Staatspresident van Zuid-Afrika, leider van de Ossewabrandwag.
- Lourens Wepener Hugo Ackermann, een van de vier rechters van het Constitutionele Hof van Zuid-Afrika.
- Magnus André De Merindol Malan, laatste Minister van Defensie van de apartheidstijd.
- Sandra Botha, huidig leider van de oppositie in de Nationale Vergadering namens de Demokratiese Alliansie.
- Uys Krige, schrijver, dichter, toneelschrijver, vertaler, speler van rugby, oorlogscorrespondent en romanticus.